# Кирлангич

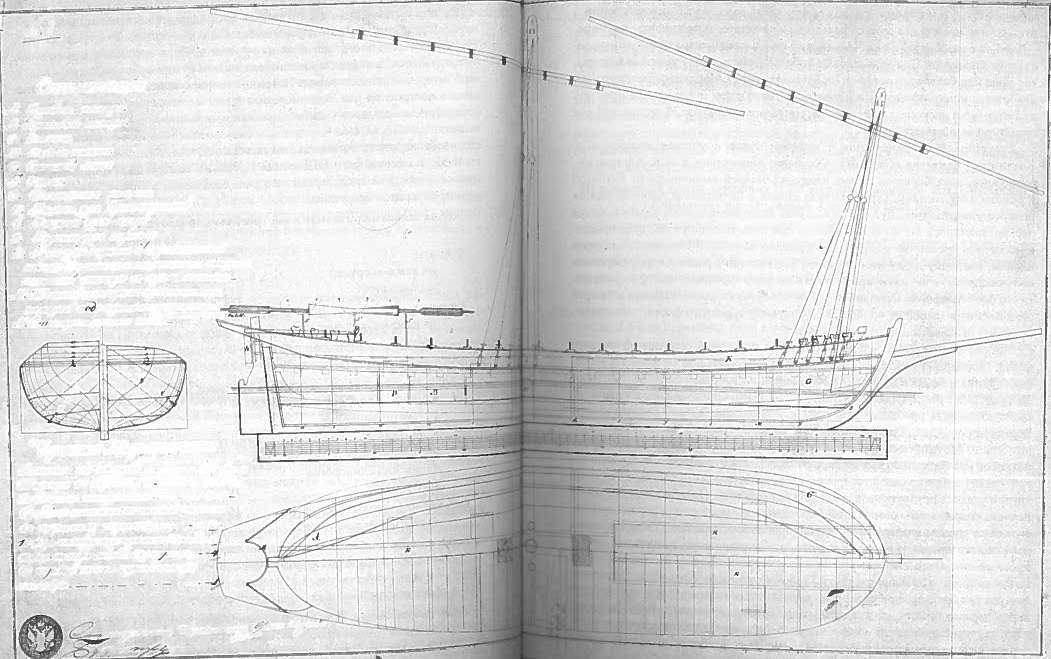
Чертёж кирлангича из фондов РГАВМФ

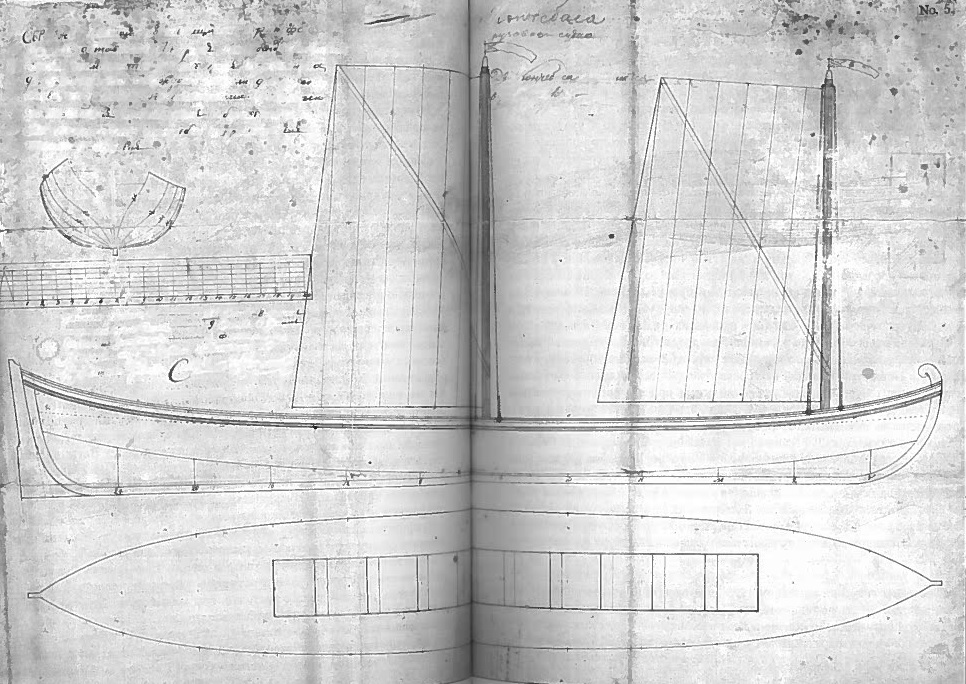
Чертёж турецкого кирлангича

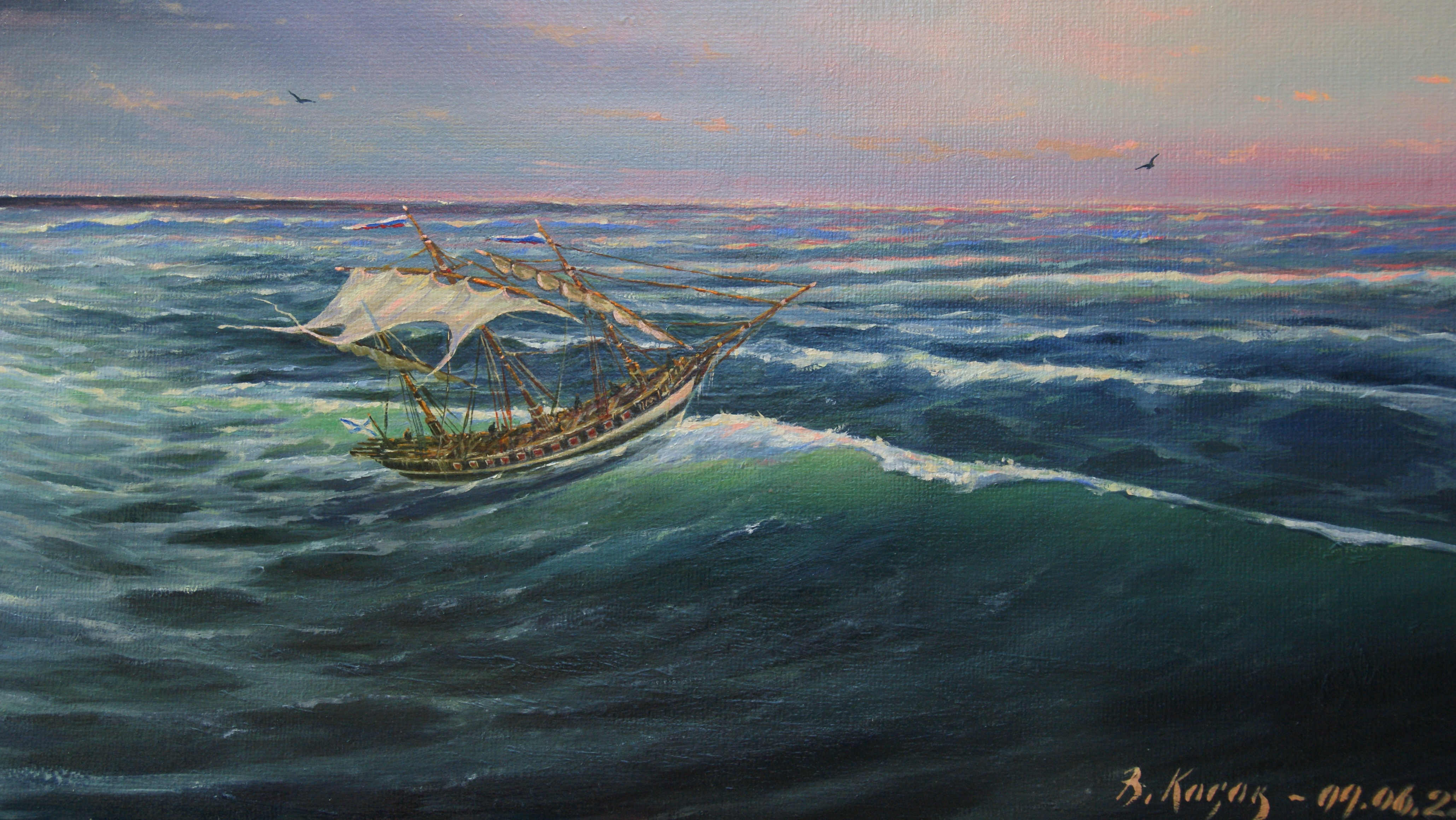
Кирлангич «Ахилл» на картине Владимира Косова « Гибель кирлангича „Ахилл“ у мыса Тарханкут»

Кирланги́ч (от тур. kırlangıç — ласточка) — небольшое быстроходное парусно-гребное судно, распространённое в Средиземноморье.

## Описание судна
Кирлангичи представляли собой небольшие парусно-гребные суда, оснащенные одной или двумя мачтами с косым парусным вооружением. Длина этих судов составляла порядка 20—25 метров, вооружение таких судов могло достигать 22 орудий, а экипаж — 80 человек.

## Применение
Кирлангичи были распространены в странах Средиземноморья, особенно в Турции. Применялись преимущественно для посыльной и разведывательной службы.

### Россия
В России суда этого типа в небольшом количестве несли службу в конце XVIII века в составе Черноморского флота. Так, известно о трёх кирлангичах «Андрей», «Григорий» и «Кир», построенных на Шкловской верфи в 1790 году, и одном кирлангиче «Ахилл», приобретённом для нужд флота в 1792 году. Помимо этого кирлангичи использовались в составе греческих корсарских флотилий Гульемо Лоренца и Ламбро Качиони, действовавших в Средиземном море в интересах России. В книге Ф. Ф. Веселаго «Список русских военных судов с 1668 по 1860 год» также есть упоминание о трофейном турецком кирлангиче, захваченном у Анапы в 1790 году. Однако сведений о дальнейшей судьбе этого судна, как и данных о включении его в состав российского флота не сохранилось.

### Комментарии
1. ↑  Длина этих судов составляла 22 мерта, ширина — 7,5 метра, а осадка — 3,8 метра.
2. ↑  Длина этого судна составляла 23,8 метра, ширина — 7,3 метра, а осадка — 3,3 метра. Вооружение состояло из 10 орудий, а экипаж из 75 человек.
3. ↑  14-пушечный кирлангич «Святой Николай».
4. ↑  22-пушечный кирлангич «Великий князь Константин», 16-пушечный «Великий князь Александр» и 2 кирлангича с неустановленными наименованиями.